# 10129 Fole
10129 Fole är en asteroid i huvudbältet som upptäcktes den 19 mars 1993 i samband med det svenska projektet UESAC. Den fick den preliminära beteckningen 1993 FO40 och  namngavs senare efter Fole, en tidigare församling och socken på Gotland.
Foles senaste periheliepassage skedde den 11 juni 2020.[Uppdatering behövs]